# Puerto Juárez (Quintana Roo)
Puerto Juárez, es un barrio perteneciente a Cancún, Quintana Roo, México, ciudad con la que inicialmente formaba una conurbación hasta que ésta la absorbió por completo. Actualmente es un punto estratégico de embarque y referente de la cultura cancunense.

## Ubicación
El puerto está localizado en la península de Yucatán, 2 km al norte del centro de Cancún, en el camino a Punta Sam. Puerto Juárez está en el mar Caribe en frente de Isla Mujeres. Este Puerto es la más importante via de acceso para turistas y locales a la misma Isla Mujeres.
La población original del puerto es anterior a la fundación de la ciudad de Cancún. Fue considerada una localidad independiente desde 1960 hasta 1990, cuando fue suprimida como tal e incorporada a Cancún al considerárseles conurbadas.

## Ferry
Ultramar opera un ferry de alta velocidad de Puerto Juárez a Isla Mujeres con dos salidas cada hora.